# Karl Schmidt (labdarúgó)
Karl Schmidt (Wabern, 1932. március 5. – Göttingen, 2018. július 10.) nyugatnémet válogatott labdarúgó, hátvéd.

## Pályafutása
1951 és 1955 között a Hessen Kassel, 1955 és 1960 között az 1. FC Kaiserslautern, 1960 és 1963 között a Pirmasens labdarúgója volt. Az 1963–64-es idényben az SC Baden-Baden csapatában fejezte be az aktív labdarúgást. 1955 és 1957 között kilenc alkalommal szerepelt a nyugatnémet válogatottban.